# لینتون هال (ویرجینیا)
لینتون هال (به انگلیسی: Linton Hall) یک منطقهٔ مسکونی در ایالات متحده آمریکا است که در شهرستان پرنس ویلیام، ویرجینیا واقع شده‌است. لینتون هال ۲۱٫۴ کیلومتر مربع مساحت و ۳۵٬۷۲۵ نفر جمعیت دارد و ۷۵ متر بالاتر از سطح دریا واقع شده‌است.